# Гудовичи (деревня)
Гудовичи (бел. Гудавiчы) — деревня в Червенском районе Минской области. Входит в состав Смиловичского сельсовета.

## Географическое положение
Находится примерно в 30 километрах к северо-западу от райцентра, в 37 км от Минска, в 22 км от железнодорожной станции Руденск линии Минск-Осиповичи, в 150 метрах (от начала деревенской улицы) к западу от автодороги Смиловичи—Смолевичи.

## История
Населённый пункт известен с XVIII века. На 1800 год деревня, принадлежавшая судье С. Монюшко и входившая в состав Игуменского уезда Минской губернии, здесь было 7 дворов и 55 жителей. В середине XIX века относилась к имению Смиловичи. На 1845 год деревня входила в состав имения Ляды, принадлежавшего роду Ельских. На 1858 год здесь насчитывалось 103 жителя. Согласно переписи населения Российской империи 1897 года входила в Смиловичскую волость, здесь был 41 двор, проживали 204 человека. На начало XX века 45 дворов и 273 жителя. Во время революции 1905—1907 годов в сентябре 1905 года местные крестьяне начали самовольный выпас скота на принадлежащих помещице землях, вследствие чего произошло столкновение с полицией. В 1917 году в деревне было 46 дворов и 299 жителей. В сентябре 1917 года местные крестьяне самовольно выкосили луг, принадлежавший помещику И. Волчку, за чем последовало крестьянское волнение. Крестьяне оказали сопротивление местным властям и не дали забрать скошенное ими сено. С февраля по декабрь 1918 года деревня была оккупирована немцами, с августа 1919 по июль 1920 — поляками. 20 августа 1924 года деревня вошла в состав вновь образованного Корзуновского сельсовета Смиловичского района Минского округа (с 20 февраля 1938 — Минской области). 18 января 1931 года передана в Пуховичский район, 12 февраля 1935 года — в Руденский район. Согласно Переписи населения СССР 1926 года здесь было 64 двора, проживали 340 человек. Во время Великой Отечественной войны деревня была оккупирована немцами в конце июня 1941 года. 24 её жителя не вернулись с фронта. Освобождена в начале июля 1944 года. В 1954 году в связи с упразднением Корзуновского сельсовета вошла в Смиловичский сельсовет. 20 января 1960 года деревня была передана в Червенский район, тогда там насчитывалось 473 жителя. В 1980-е годы деревня относилась к совхозу «Заветы Ильича». По итогам переписи населения Белоруссии 1997 года в деревне насчитывался 101 домов и 258 жителей, в то время там функционировали животноводческая ферма и магазин. На 2013 год 57 круглогодично жилых домов, 159 постоянных жителей.

## Население
- 1800 — 7 дворов, 55 жителей
- 1858 — 103 жителя
- 1897 — 41 двор, 204 жителя
- начало XX века — 45 дворов, 273 жителя
- 1917 — 46 дворов, 299 жителей
- 1926 — 64 двора, 340 жителей
- 1960 — 610 жителей
- 1997 — 101 двор, 258 жителей
- 2013 — 57 дворов, 159 жителей